# Clathrina sueziana
Clathrina sueziana är en svampdjursart som beskrevs av Klautau och Valentine 2003. Clathrina sueziana ingår i släktet Clathrina och familjen Clathrinidae. Inga underarter finns listade i Catalogue of Life.